# CELPE-Bras
El Certificado de Proficiência em Língua Portuguesa para Estrangeiros, más conocido como CELPE-Bras, es un certificado de portugués para extranjeros, desarrollado y otorgado por el Ministerio de Educación de Brasil. 
El examen puede ser rendido no solo en Brasil sino también en varios países alrededor del mundo gracias al apoyo del Ministerio de Relaciones Exteriores de Brasil. Internacionalmente, está aceptado en empresas e instituciones de enseñanza como comprobación de competencia en la lengua portuguesa y, en Brasil, muchas universidades lo exigen para el ingreso en cursos de grado y en programas de posgrado.